# Nmap
Nmap (engl: Network Mapper, "Netværkskortlægger") er et gratis og open source hjælpeprogram til netværksanalyse, herunder overvågning af netværkets sikkerhed. Mange system- og netværksadministratorer bruger en sådan type software til opgaver som netværksoversigt, registrering af webservicer, overvågning af værter og datanettets servicekvalitet.

## Beskrivelse
Nmap bruger rå Ip-pakker til at bestemme, hvilke værter der er tilgængelige på netværket, hvilke tjenester disse værter tilbyder, hvilke styresystemer (OS-versioner) de kører, hvilken type pakkefiltre/firewalls der er i brug og flere andre egenskaber.
Programmet blev udformet for hurtigt at kunne skanne store netværk, men fungerer også for enkeltstående værter og klienter. Nmap kører på alle større styresystemer, og de officielle binære pakker er tilgængelige til Linux, Windows og Mac OS X. 
I tillæg til den klassiske kommandolinje indeholder Nmap suite flere stykker værktøj der kan anvendes via en grafisk brugerflade (GUI) og en resultatviewer (betragter, fremviser). Et hjælpeprogram til dataoverførsel, omdirigering, og debugging, et hjælpeprogram til sammenligning af skanningsresultater ('Ndiff') og et pakkegenererings- og responsanalyseværktøj ('Nping').

## Kommandoer
Et eksempel hvor man skanner hele netværksadressen fra 192.168.1.1 til 192.168.1.255. 
```
 nmap -T4 -F 192.168.1.0/24
```

En netværksskanning hvor der også kontrolleres for styresystemet med tilføjelsen "-O" (flag, switch)
```
nmap -T4 -F -O 192.168.1.0/24
```

## Historie
12. december 1998
Nmap 2.00 frigivet, herunder bestemmelse af styresystemet med fingeraftryk.
11. april 1999
NmapFE, en GTK+ frontend er nu er sammen med Nmap.
7. december 2000
Nmap fås nu også til Windows, ('porteret til Windows')
28. august 2002
Programmet er genskrevet fra programmeringssproget C til C++.
16. september 2003
Nmap 3.45, den første offentlige udgivelse der omfatter identifikation af tjenester, webservicer.
31. august 2004
"Core scan"-motoren omskrevet af versionen 3.70. Ny motor kaldes nu "ultra scan".
13. december 2007
Nmap 4,50, den 10. Jubilæumsversion som omfatter en ny frontend til Zenmap og  2. generationsbestemmelse af styresystem.
30. marts 2009
Specielt produceret Nmap 4.85 BETA5, til at opdage infektioner med "Conficker"-ormen.
16. juli 2009
Nmap 5.00 inkluderer en erstatning for 'Netcat': skanningsværktøjerne Ncat og Ndiff
28. januar 2011
Nmap 5.50 frigivet, herunder den nye Nping, et pakkegenererings- og responsanalyseværktøj ('ping')
21  maj 2012
Nmap 6.00 frigivet med fuld undersstøttelse af internetprotokollen IPv6..

## Eksempel: kommando er "nmap -A scanme.nmap.org"
```
Command:- nmap -A scanme.nmap.org
Starting Nmap 6.47 ( https://nmap.org ) at 2014-12-29 20:02 CET
Nmap scan report for scanme.nmap.org (74.207.244.221)
Host is up (0.16s latency).
Not shown: 997 filtered ports
PORT     STATE SERVICE    VERSION
22/tcp   open  ssh        OpenSSH 5.3p1 Debian 3ubuntu7.1 (Ubuntu Linux; protocol 2.0)
| ssh-hostkey:
|   1024 8d:60:f1:7c:ca:b7:3d:0a:d6:67:54:9d:69:d9:b9:dd (DSA)
|_  2048 79:f8:09:ac:d4:e2:32:42:10:49:d3:bd:20:82:85:ec (RSA)
80/tcp   open  http       Apache httpd 2.2.14 ((Ubuntu))
|_http-title: Go ahead and ScanMe!
9929/tcp open  nping-echo Nping echo
Warning: OSScan results may be unreliable because we could not find at least 1 open and 1 closed port
Device type: general purpose|phone|storage-misc|WAP
Running (JUST GUESSING): Linux 2.6.X|3.X|2.4.X (94%), Netgear RAIDiator 4.X (86%)
OS CPE: cpe:/o:linux:linux_kernel:2.6.38 cpe:/o:linux:linux_kernel:3 cpe:/o:netgear:raidiator:4 cpe:/o:linux:linux_kernel:2.4
Aggressive OS guesses: Linux 2.6.38 (94%), Linux 3.0 (92%), Linux 2.6.32 - 3.0 (91%), Linux 2.6.18 (91%), Linux 2.6.39 (90%), Linux 2.6.32 - 2.6.39 (90%), Linux 2.6.38 - 3.0 (90%), Linux 2.6.38 - 2.6.39 (89%), Linux 2.6.35 (88%), Linux 2.6.37 (88%)
No exact OS matches for host (test conditions non-ideal).
Network Distance: 13 hops
Service Info: OS: Linux; CPE: cpe:/o:linux:linux_kernel

TRACEROUTE (using port 80/tcp)
HOP RTT       ADDRESS
1   14.21 ms  151.217.192.1
2   5.27 ms   ae10-0.mx240-iphh.shitty.network (94.45.224.129)
3   13.16 ms  hmb-s2-rou-1102.DE.eurorings.net (134.222.120.121)
4   6.83 ms   blnb-s1-rou-1041.DE.eurorings.net (134.222.229.78)
5   8.30 ms   blnb-s3-rou-1041.DE.eurorings.net (134.222.229.82)
6   9.42 ms   as6939.bcix.de (193.178.185.34)
7   24.56 ms  10ge10-6.core1.ams1.he.net (184.105.213.229)
8   30.60 ms  100ge9-1.core1.lon2.he.net (72.52.92.213)
9   93.54 ms  100ge1-1.core1.nyc4.he.net (72.52.92.166)
10  181.14 ms 10ge9-6.core1.sjc2.he.net (184.105.213.173)
11  169.54 ms 10ge3-2.core3.fmt2.he.net (184.105.222.13)
12  164.58 ms router4-fmt.linode.com (64.71.132.138)
13  164.32 ms scanme.nmap.org (74.207.244.221)

OS and Service detection performed. Please report any incorrect results at https://nmap.org/submit/ .
Nmap done: 1 IP address (1 host up) scanned in 28.98 seconds

```

## Galleri
| - Zenmap, viser resultater af portskanning af Wikipedia - NmapFE, resultater af en portskanning af Wikipedia - Skærmbillede af Nmap viser skanningsresultater. - XNmap, en grafisk brugerflade (GUI) for Mac OS X |

## Nmap på film
Nmap har været brugt i film som The Matrix Reloaded, Die Hard 4, Girl With the Dragon Tattoo, og The Bourne Ultimatum..